# Osobnica
Osobnica ist ein Dorf der Landgemeinde Jasło im Powiat Jasielski der Woiwodschaft Karpatenvorland in Polen.

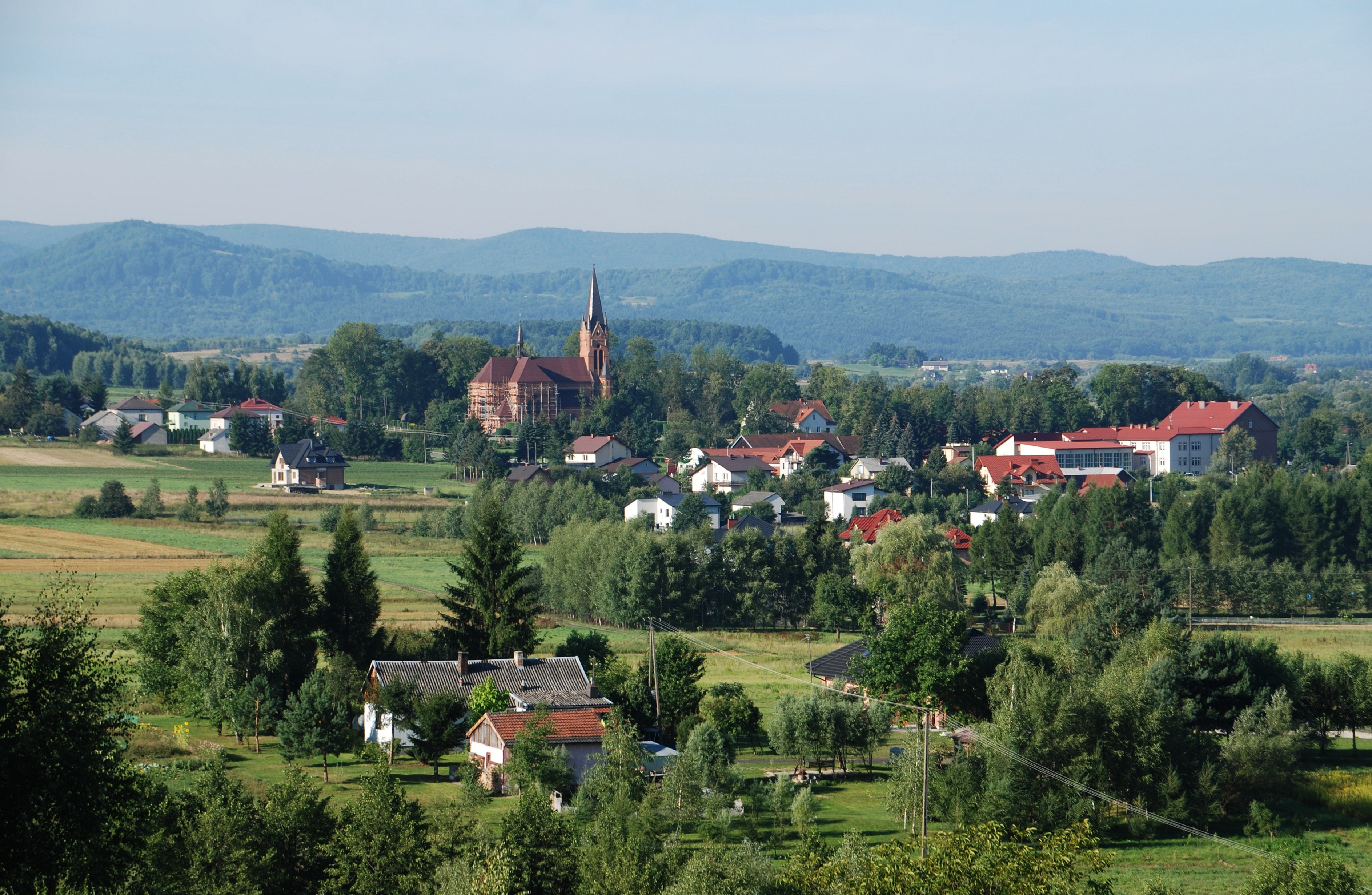
Blick auf das Dorf

## Geographie
Der größte Ort der Gemeinde liegt im Sanoker Flachland, südwestlich der Stadt Jasło, an der Bednarka, einem rechten Zufluss der Ropa.

## Geschichte
Der Ort wurde im Jahr 1348 laut einem Gründungsprivileg Kasimirs des Großen nach Deutschem Recht auf 110 fränkischen Hufen gegründet. Der Gründer und der erste Schulz war Johannus Tyznar, der viele Privilegien im Dorf erhielt (8 Hufen, zwei Mühlen, zwei Wirtshäuser, Brauerei, Teich).
Der Ort gehörte zunächst zur Starostei von Biecz im Königreich Polen (ab 1569 in der Adelsrepublik Polen-Litauen), Woiwodschaft Krakau, Kreis Biecz. Bei der Ersten Teilung Polens kam Osobnica 1772 zum neuen Königreich Galizien und Lodomerien des habsburgischen Kaiserreichs (ab 1804). Nach der Aufhebung der Patrimonialherrschaften bildete es eine Gemeinde im Bezirk Jasło.
1918, nach dem Ende des Ersten Weltkriegs und dem Zusammenbruch der k.u.k. Monarchie, kam Osobnica zu Polen. Unterbrochen wurde dies nur durch die Besetzung Polens durch die Wehrmacht im Zweiten Weltkrieg.
Es gibt zwei österreichische Soldatenfriedhöfe aus dem Ersten Weltkrieg (Nummer 16 und 17). Ab 1953 wurde Erdöl im Dorf gefördert.
Von 1975 bis 1998 gehörte Osobnica zur Woiwodschaft Krosno.